# Smithfield (Maine)
Smithfield és una població dels Estats Units a l'estat de Maine (EUA). Segons el cens del 2000 tenia 930 habitants.

## Demografia
Segons el cens del 2000, Smithfield tenia 930 habitants, 372 habitatges, i 284 famílies. La densitat de població era de 18,1 habitants/km².
Dels 372 habitatges en un 31,7% hi vivien nens de menys de 18 anys, en un 65,9% hi vivien parelles casades, en un 7% dones solteres, i en un 23,4% no eren unitats familiars. En el 17,7% dels habitatges hi vivien persones soles el 6,7% de les quals corresponia a persones de 65 anys o més que vivien soles. El nombre mitjà de persones vivint en cada habitatge era de 2,5 i el nombre mitjà de persones que vivien en cada família era de 2,84.
Per edats la població es repartia de la següent manera: un 24,3% tenia menys de 18 anys, un 4,1% entre 18 i 24, un 29,6% entre 25 i 44, un 28,6% de 45 a 60 i un 13,4% 65 anys o més.
L'edat mediana era de 40 anys. Per cada 100 dones de 18 o més anys hi havia 100 homes.
La renda mediana per habitatge era de 37.045 $ i la renda mediana per família de 41.339 $. Els homes tenien una renda mediana de 31.417 $ mentre que les dones 22.596 $. La renda per capita de la població era de 21.492 $. Entorn del 5,2% de les famílies i el 7,8% de la població estaven per davall del llindar de pobresa.